# Krokstad Långevatten
Krokstad Långevatten är en sjö i Munkedals kommun i Bohuslän och ingår i Örekilsälvens huvudavrinningsområde. Sjön är 9,5 meter djup, har en yta på 0,161 kvadratkilometer och är belägen 154,3 meter över havet. Sjön avvattnas av vattendraget Fjällevadsbäcken. Vid provfiske har abborre och gädda fångats i sjön.

## Delavrinningsområde
Krokstad Långevatten ingår i det delavrinningsområde (650304-125881) som SMHI kallar för Mynnar i Kärnsjön. Medelhöjden är 145 meter över havet och ytan är 31,11 kvadratkilometer. Det finns inga avrinningsområden uppströms utan avrinningsområdet är högsta punkten. Fjällevadsbäcken som avvattnar avrinningsområdet har biflödesordning 2, vilket innebär att vattnet flödar genom totalt 2 vattendrag innan det når havet efter 18 kilometer. Avrinningsområdet består mestadels av skog (73 procent) och öppen mark (17 procent). Avrinningsområdet har 0,75 kvadratkilometer vattenytor vilket ger det en sjöprocent på 2,4 procent.